# Nu Phoenicis
Désignations
Nu Phoenicis (ν Phoenicis / ν Phe) est une étoile de la séquence principale de type F de la constellation australe du Phénix. Elle est visible à l'œil nu avec une magnitude apparente de 4,95. C'est un jumeau du Soleil, signifiant que ses propriétés apparaissent similaires à celles du Soleil, bien qu'elle soit un peu plus massive. Avec une distance estimée à environ 49 années-lumière, cette étoile est relativement proche du Soleil.
Sur la base d'observations d'un excès de rayonnement infrarouge, elle pourrait posséder un anneau de poussières s'étendant sur plusieurs ua à partir d'une limite intérieure située à environ 10 ua.